# آسمان‌جرد
آسمان‌جرد، روستایی در دهستان گل برنجی بخش مرکزی شهرستان خفر در استان فارس ایران است.

## جمعیت
بر پایه سرشماری عمومی نفوس و مسکن در سال ۱۳۹۵، جمعیت این روستا برابر با ۱٬۰۲۹ نفر (۳۲۴ خانوار) بوده است.